# Antoni Bosquets
Antoni Bosquets (Palma, Mallorca, 1515 - Palma, 1615) fou un filòsof lul·lista i franciscà que destacà per la seva defensa de la doctrina de Ramon Llull. Va recollir testimonis favorables a aquesta doctrina a diverses universitats i institucions, inclosa la Inquisició, i fou enviat a Roma (1611) pels jurats de Mallorca per defensar-la. Va escriure obres com Paraphrastica expositio primi capitis Evangelii secundum Joannem (1612) i el Memoriale collationis (1614), una refutació de Nicolau Eimeric. El 1614 presentà un memorial a la cort de Felip III en defensa de Llull.